# Політична система Баварії

## Конституція
Конституція Баварії з 1806 р. була першою серед німецьких держав. Сьогоднішня конституція Вільної держави Баварії (Verfassung des Freistaats Bayern) прийнята всенародним референдумом 1 грудня 1948 р. і набрала чинності 8 грудня того ж року.
Оскільки Баварська конституція вступила в дію раніше Основного Закону ФРН, її норми мали регулювати не тільки державний устрій, але й всі ті суспільні і правові сфери, які раніше регулювала Веймарська конституція. Цей факт знайшов своє відображення в чотирьох основних розділах - Устрій і завдання держави, Основні права та обов"язки, Громадське життя та в комплексі норма, що регулюють господарське життя та трудову діяльність.
З введенням в дію Основного Закону ФРН Баварська конституція втратила своє значення, оскільки велика частина її норм мають свої відповідники в Основному законі, а закріплений в ст. 31 німецької конституції принцип "федеральне право скасовує земельне право" ("Bundesrecht bricht Landesrecht") розповсюджується і на сферу конституційно-правових відносин.
Протягом перших 22 років до конституції Баварії не вносилося ніяких змін. найважливішими наступними поправками до конституції були пониження виборного віку в 1970 р., визначення "захисту природних основ життя" ціллю держави в 1984 р. та впровадження референдуму на комунальному рівні в 1995 р. Але найважливішими змінами до конституції Баварії стали нове регулювання каденцій виборних органів землі та скасування Баварського сенату, підтверджені 8 лютого 1998 р. трьома референдумами.

## Законодавча влада

### Ландтаг

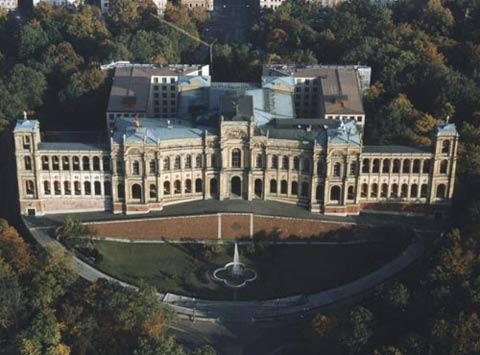
Будинок Баварського ландтаґу

Виборним представництвом народу Баварії та законодавчим органом землі є Баварський ландтаґ (Bayerischer Landtag). кількість мандатів палати становить 180. Обирається лантаґ на п"ять років за змішананою виборчою системою, яка комбінує вибори в мажоритарних округах та пропорційні вибори за партійними списками. Баварська система виборів має, однак, деякі особливості порівняно з виборами до представництв інших земель та Бундестаґу - федерального парламенту (тзв. "покращена пропорційна система").
По закінченню власної каденції Баварський ландатаґ може або саморозпуститися своїм власним рішенням, або бути розпущеним через референдум, що проводиться на вимогу не менше 1 млн громадян Баварії, які мають право голосу.
До основних функцій ландтаґу відносяться схвалення законів та державного бюджету Баварії. Ландтаґ також вибирає міністра-президента Баварії (Bayerischer Ministerpräsident)та членів Баварського державного уряду (Bayerische Staatsregierung). Ландтаґ здійснює парламентський контроль за діяльність уряду за допомогою права запиту та питань до міністра-президента та інших членів уряду, а також через право створювати спеціальні слідчі комісії. Баварська конституція не передбачає можливості відставки уряду через парламентський вотум недовіри, але міністр-президент зобов'язаний подати у відставку, якщо між ним та парламентом, виходячи з наявних політичних умов, конструктивна співпраця не є можливою. У випадку якщо міністр-президент не подає у відставку, проти нього може бути направлене подання до Баварського конституційного суду (Bayerisches Verfassungsgericht). Крім того, до компетенції Баварського ландтаґу відноситься перевірка правильності результатів виборів та затвердження уповноваженого з захисту особистих даних громадян.
Баварський ландтаґ є тзв. "робочим парламентом", тобто основна робота відбувається в комітетах та комісіях, а не на пленарних засіданнях. На самому початку каденції парламент вибирає свою президію та раду старійшин.

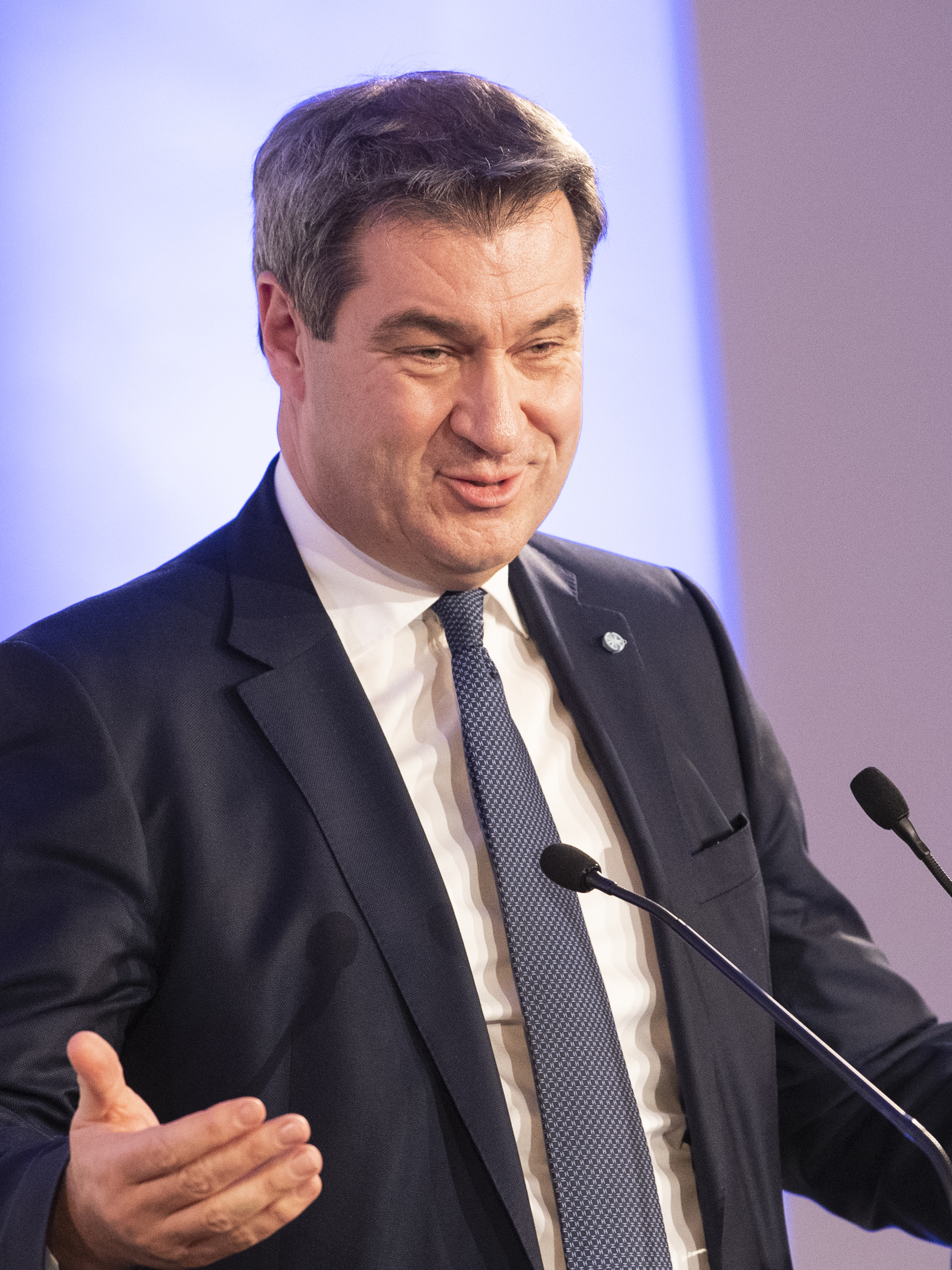
Маркус Зедер, Маркус Зедер, голова земельного уряду з 2018 року.

Розподіл місць у Баварському ландтазі за результатами виборів 14 жовтня 2018 року. Уряд очолює ХСС.

Розподіл 205 місць: 
Розподіл місць у Баварському ландтазі за результатами виборів 15 вересня 2013 року. Уряд очолює ХСС.

Розподіл 180 місць: 
За результатами виборів 21 серпня 2003 року мандати були розділені такими чином:

Розподіл 180 місць: 
Розподіл мандатів відбувся на основі нвступних результатів виборів 2003:
- Християнсько-соціальний союз (Christlichsoziale Union) 60,7%
- Соціал-демократична партія Німеччини (Sozialdemokratische Partei Deutschlands) 19,7%
- Союз 90/Зелені (Bündnis 90/Die Grünen) 7,7%
- Вільні виборці (Freie Wähler) 4,0%
- Вільна демократична партія (Freie Demokratische Partei) 2,6%
- Республіканці (Republikaner) 2,2%
- Екологічно-демократична партія (Ökologisch-demokratische Partei) 2,0%
- Баварська партія (Bayernpartei) 0,8%
- інші 0,3%

### Сенат
Баварський сенат (Bayerischer Senat) був до 2000 р. другою законодавчою палатою баварського парламенту. Тим самим Баварія була єдиною землею Німеччини, в якій існувала двопалатна парламентська система.
60 членів Баварського сентату обиралися соціальними, господарськими, суспільними та культурними об"єднаннями, а у випадку релігійних громад, призначалися на період у 6 років. Віковий ценз для сенатора становив 40 років. Кожне з об"єднань мало твердо визначену кількість мість в сенаті. Оскільки сенат, на відміну від ландтаґу, був прстійно діючим органом, то кожних два роки третина сенаторів переобиралась наново. Члени сенату не могли обіймати одночасно представницький мандат в ландтазі, але коритстувались майже такими ж самими правами як і депутати ландтаґу. Сенат виконував в законодавчому процесі функції консультативного органу і міг висловлювати свою експертну думку стосовно проектів законів, які виносилися на вирішення ландтаґу та своє непогодження з відповідними проектами. Для відхилення непогодження сенту з проектом закону  в ландтазі необхідна була проста більшість голосів.
На консультативному референдумі "Дешевша держава без сенату" з ініціативи Екологічно-демократичної партії в липні 1997 р. було отримано необхідну кількість голосів (результат: 10,5%) і питання було винесено на загальний референдум. На загальному референдумі 8 лютого 1998 р. 69,2% жителів Баварії проголосували за скасування сенату як конституційного органу. За проект від Християнсько-соціального союзу, який пердбачав збереження сенату з видозміненим складом, проголосували 23,6%. Після перевірки референдуму на відповідність конституції Баварським конституційним судом Закон про скасування санату вступив в дію з 1 січня 2000 р.

## Виконавча влада

### Уряд

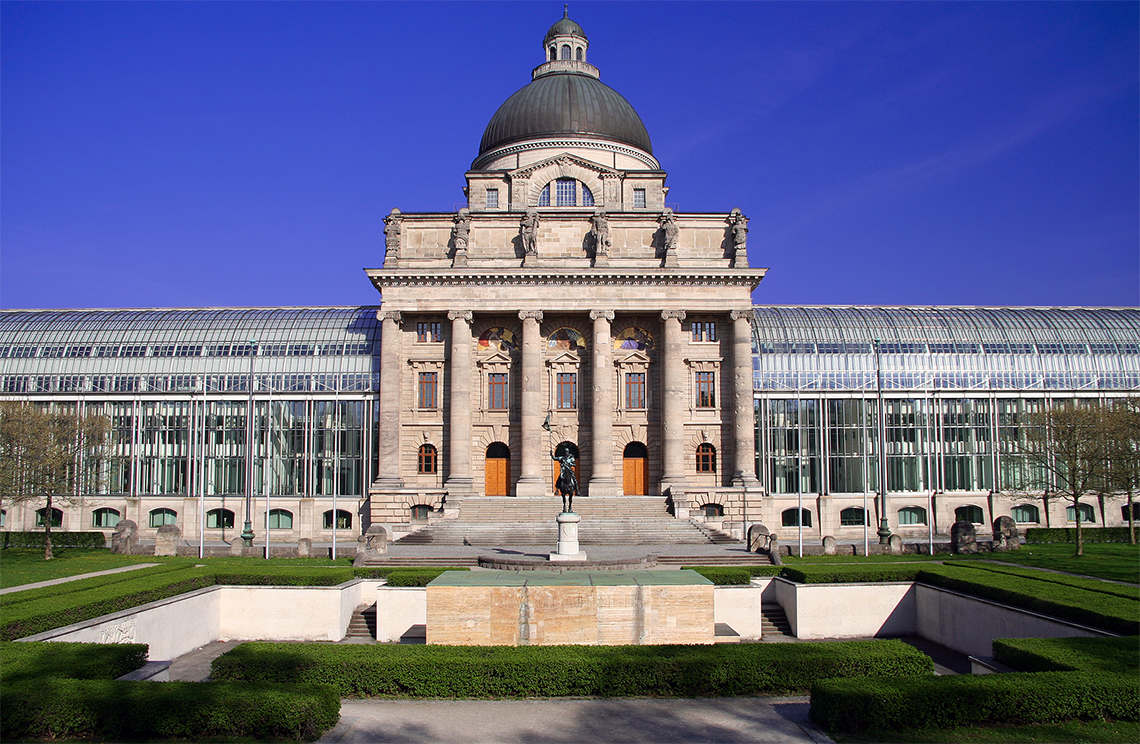

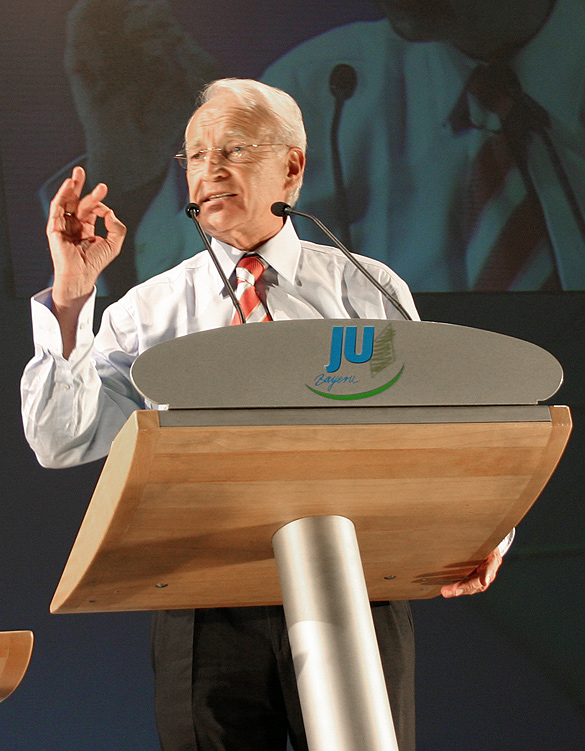
Едмунд Штойбер,
міністр-президент Баварії

На чолі виконовчої влади в Баварії стоїть Баварський державний уряд (Bayerische Staatsregierung), що складається з міністра-президента та до 17 державних міністрів і державних секретарів. З 1993 р. баварський уряд очолює міністр-президент Едмунд Штойбер (ХСС).
Уряд обирається Баварським ландтаґом на щонайпізніше 22-ий день з дня першого засідання новообраного ландтаґу. Членом уряду може бути обраний кожен житель Баварії, якому виповнилося 18 років і який має право голосу. Конституція Баварії не передбачає вотум недовіри міністру-президенту та уряду в цілому, але водночас вона містить положення, яке зобов'язує міністра-президента подати у відставку, якщо, виходячи з наявних політичних умов, між ним та парламентом конструктивна співпраця не є можливою (ст. 44 ч. 3 Конституції). У випадку якщо міністр-президент не подає у відставку, проти нього відкривається провадження в  Конституційному суді землі Баварії.
Міністр-президент здійснює керівництво роботою уряду, за погодженням з парламентом він призначає і звільняє свого заступника і інших членів уряду (державних міністрів та державних секретарів). Міністр-президент визначає за погодженням з ландтаґом сфери компетенції та відповідальності окремих міністрів, а також визначає для них особливі завдання. Міністру-президенту належить компетенція визначати напрямок політики уряду з окремих питань, він здійснює представництво землі Баварії у зовнішніх зносинах. У своїй діяльності міністр-президент несе пряму відповідальність перд Баварським ландтаґом. В окремо визначених випадках міністр-президент має право помилування.
Забезпечення виконання міністром-президентом та урядом їхніх конституційних повноважень здійснює Баварська державна канцелярія (Bayerische Staatskanzlei). До конституційних повноважень міністра-президента та державного уряду Баварії відносяться зокрема:
- виконання законів та постанов ландтаґу
- право законодавчої ініціативи
- призначення вищих посадових осіб державних міністерств та вищих органів державної адміністрації землі
- контроль за здійсненням державною адміністрацією її функцій
- контроль за здійсненням своїх функцій громадами, а також громадськими організаціями та фондами
- впровадження надзвичайного стану згідно зі ст. 48 Баварської конституції. Це право щоправда обмежене федеральними законами.

### Державна адміністрація
До державної адміністрації Баварії належать всі органи управління, які забезпечують виконання законів та постанов уряду на території землі. Система державної адміністрації Баварії охоплює державні установи трьох рівнів. Очолюють її вищі органи державного управління, до яких належать державні міністерства (Staatsministerien), Баварська державна канцелярія (Bayerische Staatskanzlei) та Верховна рахункова палата (Oberster Rechnungshof). Органи державного управління середнього рівня розташовані між органами державного управління вищого рівня, яким вони підпорядковані, та органами державного управління нижнього рівня, щодо яких вони здійснюють функції нагляду і контролю. До органів державного управління середнього рівня відносяться, наприклад, адміністрації семи урядових округів (раєнцій), окружні президії поліції та вищі фінансові дирекції. Органами державного управління нижнього рівня є підпорядковані органам державного управління середнього рівня управління та відомства - наприклад, управляння з будівництва доріг.

## Судова влада

### Конституційний суд

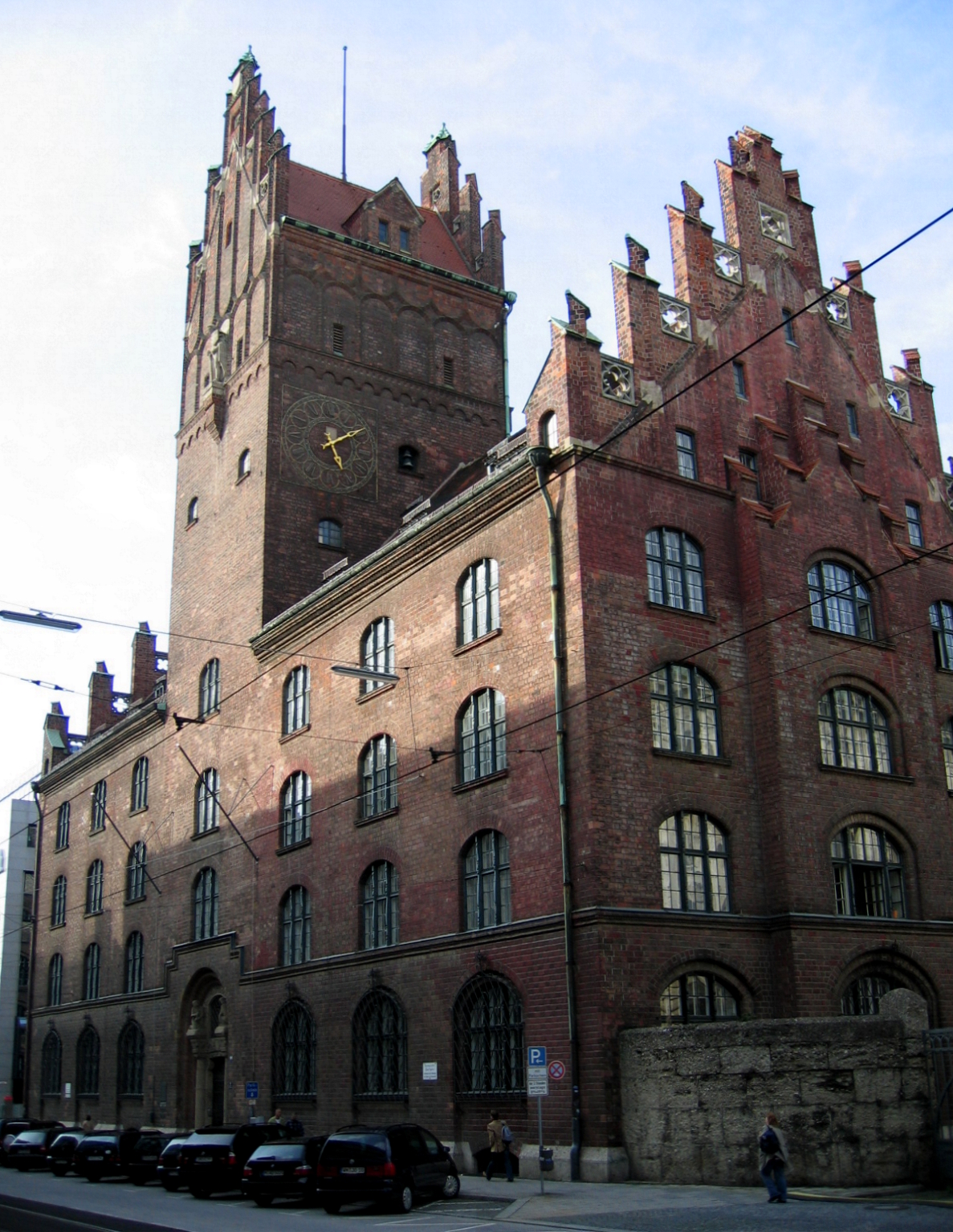
Будинок Баварського конституційного суду

Баварський конституційний суд - найвища судова інстанція землі, яка вирішує питання державно-правового характеру. До складу конституційного суду входять 38 суддів, призначених Баварським ландтаґом простою більшістю голосів. Судді виконують свої функції на громадських засадах (посада судді конституційного суду на є основною формою їх діяльності, як правило, більшість суддів є діючими професорами в сфері правничих наук). До повноважень суду належить розв'язання таких питань:
- позови проти членів Баварського державного уряду та Баварського ландтаґу
- позбавлення певних груп виборців виборчих прав та перевірка результатів виборів
- контроль норм та розгляд конституційних скарг в рамках конституції Баварії
- вирішення спорів між конституційними органами землі.

Окрім того в рамках індивідуальної скарги існує можливість звернення окремих громадян до суду з приводу конституційності окремих законів, положень законів та інших актів органів державної влади. Особливість такого звернення в Баварії є те, що громадянин може звернутись до суду з такою скаргою навіть у випадку, якщо оскаржений закон, положення чи акт його особисто не стосуються.

### Суди інших юрисдикцій
Окрім конституційної юрисдикції в Баварії існують ще суди п'ятьох інших юрисдикцій, прийнятих в Німеччині:
- суди загальної юрисдикції: 72 місцевих суди (Amtsgericht), 22 земельні суди (Landgericht), 3 вищі земельні суди (Oberlandesgericht). До 2006 р. в системі судів загальної юрисдикції існував ще Верховний земельний суд Баварії (Bayerisches Oberstes Landesgericht). 30 червня 2006 р. його було розформовано, а його функції передано трьом вищим земельним судам.
- суди адміністративної юрисдикції: 6 адміністративних судів (Verwaltungsgericht) та Баварська судова палата з адміністративних справ (Bayerischer Verwaltungsgerichthof)
- суди фінансової юрисдикції: 2 фінансові суди (Finanzgericht)
- суди трудової юрисдикції: 11 судів з трудових справ (Arbeitsgericht), 2 земельні суди з трудових справ (Landesarbeitsgericht)
- суди соціальної юрисдикції: 7 судів з соціальних справ (Sozialgericht), та земельний суд з соціальних справ (Landessozialgericht)